# Альперович, Евгений Маркович
Евге́ний Ма́ркович Альперо́вич (1888—1937) — инженер, революционер, советский общественный деятель. Расстрелян в 1937 году, реабилитирован посмертно.

## Биография
Евгений Альперович родился в 1888 году в Шклове (Могилевская губерния). До 1902 года работал с отцом в пекарне в качестве подручного. В революционное движение вступил в 1904 году в Саратове, будучи в то время ещё учеником Саратовского реального училища.
В течение 1905 года, до октября, по поручению Саратовского комитета РСДРП выполнял техническую работу, имея у себя на квартире несколько гектографов и мимеографов и привлекая к этой работе учащихся и рабочих Городского района. В то же время вел пропаганду в рабочих кружках. Осенью 1905 года примкнул к боевой дружине, организованной Саратовским комитетом, охранявшей митинги и принимавшей активное участие в разгоне погромщиков во время еврейских погромов в октябрьские дни 1905 г.
В 1906 году был исключен из училища и продолжал принимать активное участие в работе Саратовской организации до 1907 г., когда выдержал экзамен экстерном и поступил в Императорское Московское техническое училище. До 1914 года всё внимание посвятил учёбе, не принимая активного участия в партийной работе. В 1914 году, после окончания училища, но ещё до защиты дипломного проекта, под влиянием взрыва шовинизма в момент объявления войны, примкнул к небольшим московским группам интернационалистов-большевиков, с которыми начал активно работать по восстановлению Московской большевистской организации.
В ночь с 5 на 6 июня 1915 г. накануне конференции, назначенной для выборов Московского комитета и определения отношения Московской организации к вопросу о войне, был арестован вместе с другими организаторами этой конференции. При аресте у него были взяты тезисы доклада о войне, который он должен был сделать на конференции. В августе 1915 г. отправлен этапом в Восточную Сибирь. По дороге заболел, лежал в больнице в с. Манзурке, затем жил в Качуге, Иркутской губернии до Февральской революции. В марте 1917 года, вернувшись в Москву, начал работать по восстановлению большевистских организаций в качестве разъездного организатора-пропагандиста Московского областного бюро ЦК. Был вскоре избран членом Областного бюро партии.
В последние месяцы перед октябрьской революцией 1917 года участвовал также в работе экономического отдела Московского совета рабочих и солдатских депутатов. После октября 1917 года был назначен заведующим экономическим отделом Московского совета, затем председателем экономического комитета Московской области (впоследствии Областного совнархоза) и комиссаром народного хозяйства при организовавшемся в то время Областном совете народных комиссаров.
С 1918 г. по 1920 г. был председателем отдела металлов (впоследствии Главметалл) ВСНХ. В 1921—1922 годах работал мастером на Подольском механическом и Подольском паровозо-ремонтном заводах. В 1922—1923 годах был командирован Высшим советом народного хозяйства за границу, работал на германских заводах. В 1924 г. поставлен во главе общества по рационализации производства в тяжелой индустрии (Оргаметалл).
Осенью 1923 г. был избран на губернской партийной конференции членом Московской контрольной комиссии. В течение трех с лишним лет состоял членом президиума МКК. В 1930-х гг. был председателем «Союзстанкоинструмента» при ВСНХ СССР, и начальником Главного управления станкоинстументальной и абразивной промышленности НКТП СССР.
Адрес в Москве : ул. Воронцовская, д. 21, кв. 8.
Арестован 25 июля 1937 г. органами НКВД СССР по обвинению в «участии в контрреволюционной террористической организации».
Приговорён к ВМН 10 сентября 1937 года ВКВС СССР по Сталинскому расстрельному списку «Москва-центр» от 7 сентября 1937 г. по 1-й категории («за» Сталин, Молотов, Каганович, Ворошилов, Ежов). В тот же день расстрелян в группе осужденных ВКВС СССР. Место захоронения — неизвестная могила Донского кладбища (осужденные 10 сентября 1937 г. в Москве не были кремированы).
Реабилитирован посмертно 18 февраля 1956 г. определением ВКВС СССР.